# Ian Wynne
Ian Wynne (Sevenoaks, 30 de noviembre de 1973) es un deportista británico que compitió en piragüismo en la modalidad de aguas tranquilas.
Participó en los Juegos Olímpicos de Atenas 2004, obteniendo una medalla de bronce en la prueba de K1 500 m. Ganó dos medallas en el Campeonato Europeo de Piragüismo de 2004.

## Palmarés internacional
| Juegos Olímpicos   | Juegos Olímpicos | Juegos Olímpicos  | Juegos Olímpicos |
| Año                | Lugar            | Medalla           | Competición      |
| ------------------ | ---------------- | ----------------- | ---------------- |
| 2004               | Atenas (Grecia)  | Medalla de bronce | K1 500 m         |
| Campeonato Europeo |                  |                   |                  |
| Año                | Lugar            | Medalla           | Competición      |
| 2004               | Poznań (Polonia) | Medalla de plata  | K1 500 m         |
| 2004               | Poznań (Polonia) | Medalla de bronce | K2 1000 m        |